# 松乃美佳
松乃美佳（日语：まつの みか，6月17日—），日本女性漫畫家。日本埼玉縣出身。曾於夢夢(少女漫畫雜誌)上連載，目前為Ribon漫畫家。

## 風格
多為清新的校園戀愛。

## 作品
- 晴空下的告白(風と学とオーゾラと)，全1冊，2002年6月由大然出版(日本集英社 2000年發行)
- 愛情地圖(愛MYメープル)，全1冊，2002年11月由大然出版(日本集英社 2001年發行)
- 戀愛水平(あいレベル)，全1冊，2004年由長鴻出版(日本集英社 2003年發行)
- 少女的才能(乙女の才能)，全1冊，2006年由長鴻出版(日本集英社 2003年發行)
- 戀愛鋼琴(恋するピアノ)，全1冊，2006年由長鴻出版(日本集英社 2004年發行)
- 撫子Honey(なでしこハニー)，全1冊，2008年由長鴻出版(日本集英社 2005年發行)

## 外部連結
- 松乃美佳さんファンページ～Pleasant Time （页面存档备份，存于）